# Múscul bíceps crural
El múscul bíceps crural o bíceps femoral (musculus biceps femoris) és un múscul de la zona externa de la regió posterior de la cuixa. Com el seu nom ho indica, consta de dues parts o caps, una de les quals (el cap llarg) forma part del grup dels músculs isquiotibials, com el semimembranós i el semitendinós. Pertany al sistema neuromuscular del nervi ciàtic major.

## Insercions
Com el seu nom indica, resulta de la fusió per la part inferior de dos cossos musculars diferenciats:
- Cap llarg o isquiàtic que s'origina en la tuberositat isquiàtica.
- Cap curt o femoral que s'origina en el terç inferior de l'interstici de la línia aspra del fèmur.

Els dos cossos musculars acaben en un tendó comú que es fixa en el procés estiloides del peroné, en la tuberositat externa de la tíbia i en l'aponeurosi tibial.

## Acció
La seva funció és doble: és flexor de la cama sobre la cuixa, alhora que permet la rotació d'aquella cap a fora, que és l'acció principal. El cap llarg estén la cuixa sobre la pelvis.

### Galeria d'imatges

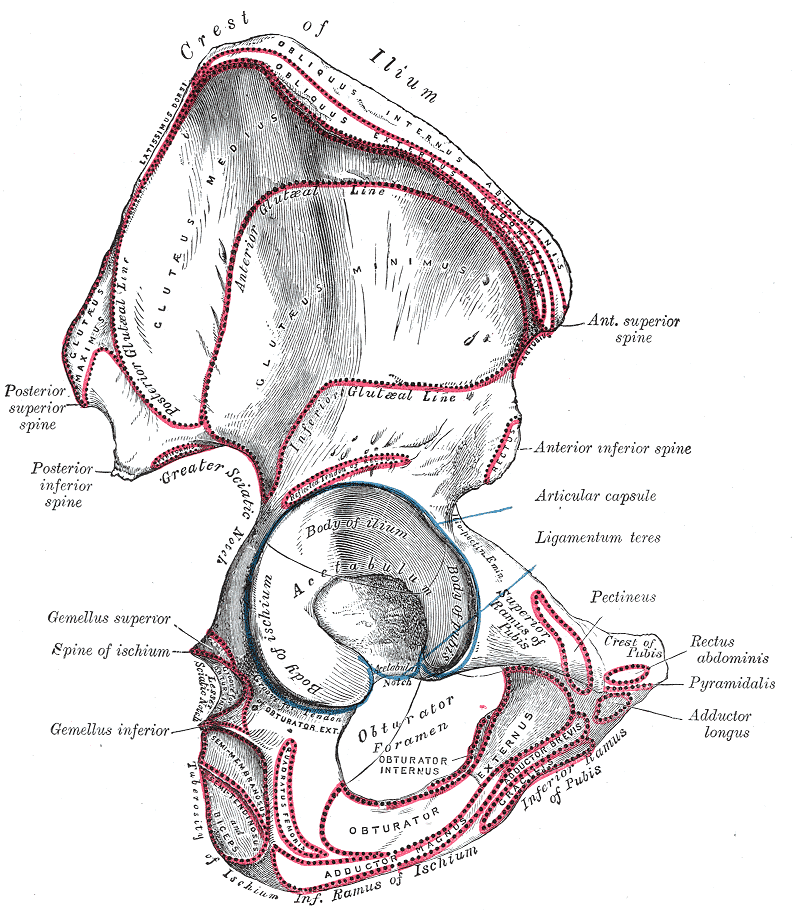
Ossos del maluc dret. Superfície externa.
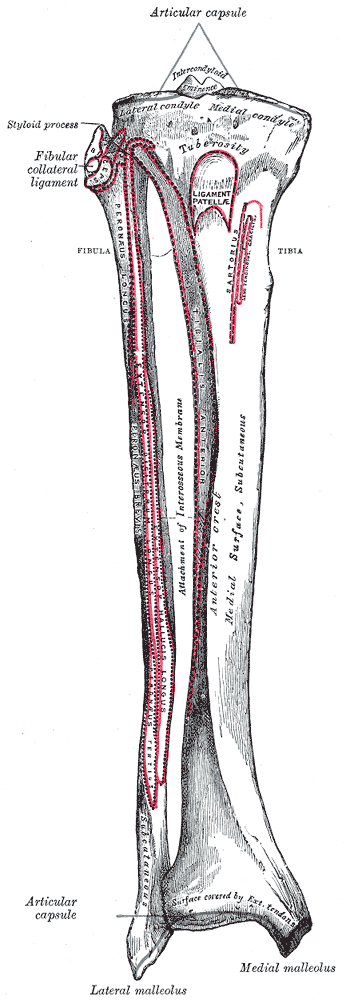
Ossos de la cama dreta. Superfície anterior.
Secció transversal de la cuixa.
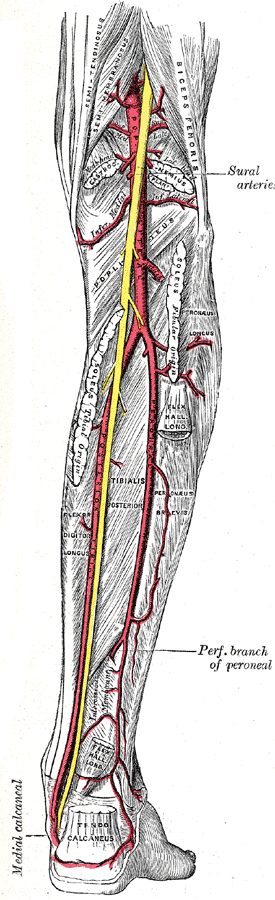
Artèries poplítia, tibial posterior i peroneal.
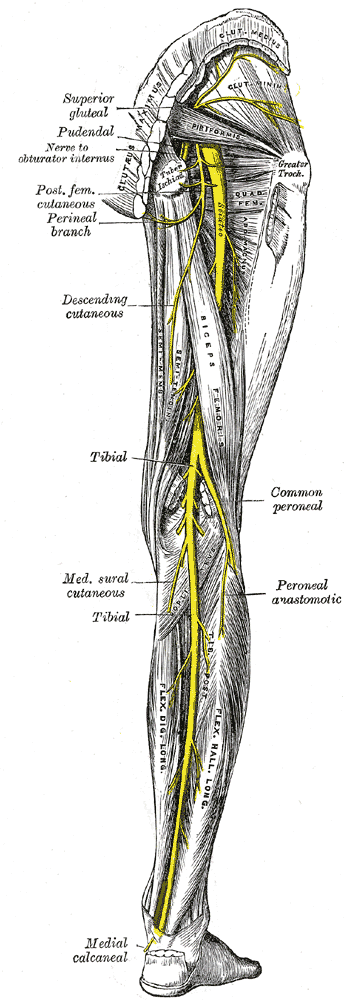
Nervis de l'extremitat inferior. Vista posterior.
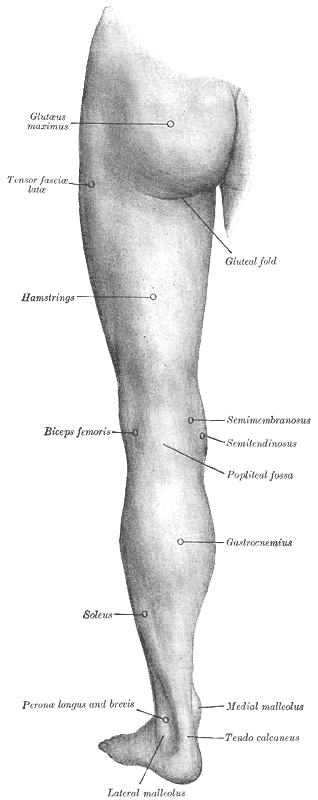
Part posterior de l'extremitat inferior esquerra.
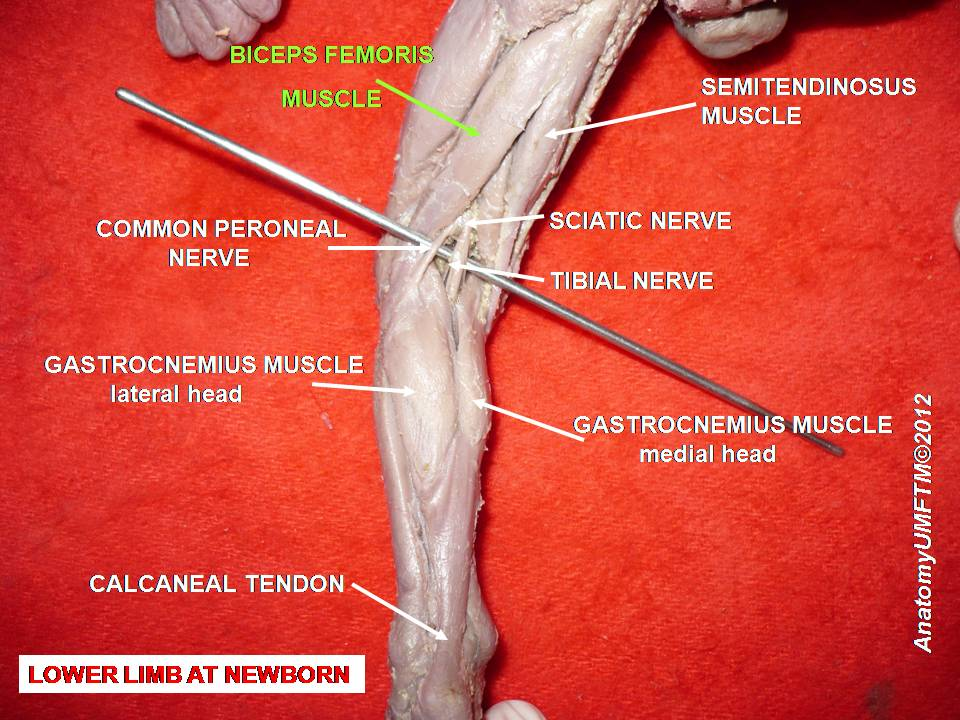
Bíceps crural